# Polmone di recupero

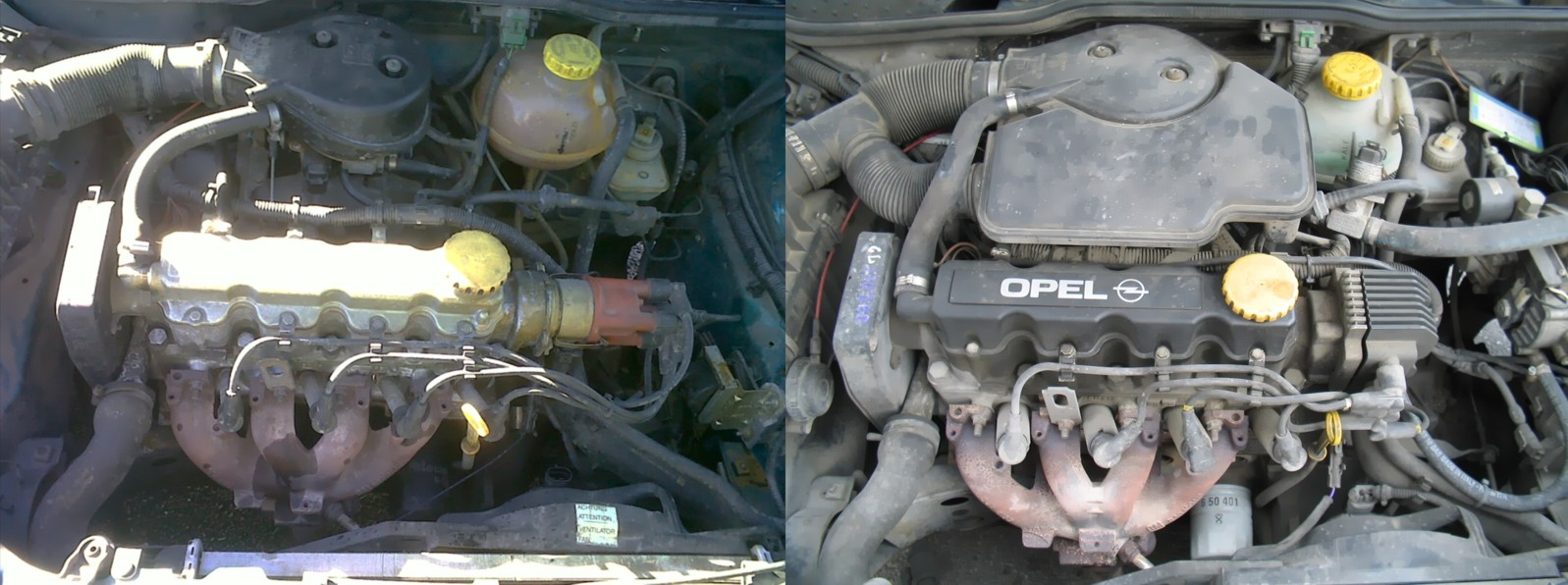
Motore automobilistico, a sinistra la versione senza polmone di recupero, a destra la versione con polmone di recupero

Il polmone di recupero è un recipiente idraulico utilizzato in alcuni motori a pistoni, generalmente interposto tra il cilindro e l'organo di miscelamento, più in generale si colloca tra il cilindro e l'air-box.

## Descrizione
Fisicamente è costituito da un elemento cavo e sigillato, che viene messo in comunicazione al singolo collettore d'alimentazione tramite un tubo di appropriati diametro e lunghezza. In particolare si distinguono le seguenti caratteristiche:
- Capienza: più il corpo del polmone di recupero sarà capiente e maggiormente si sposterà l'intervento di risonanza a frequenze/regimi basse/i, e ovviamente si aumenterà la capacità d'intervento dello stesso;
- Foro di comunicazione: a questa misura è correlata la velocità di riempimento e svuotamento del polmone, maggiore è il diametro del foro di comunicazione con il condotto d'alimentazione e più il polmone di recupero riuscirà a intervenire, inoltre si sposta l'intervento di risonanza a frequenze alte (e quindi ad alti regimi).
- Lunghezza tubo di comunicazione: maggiore è la lunghezza del tubo di comunicazione e più sarà ridotta la frequenza di massima risonanza.

## Tipologie
I polmoni di recupero possono essere:
- Rigidi, questi sono i polmoni di recupero classici, che hanno un volume fisso
  - Dedicati, quando il polmone di recupero è un elemento separato, che viene agganciato all'alimentazione.
  - Integrati, questi elementi rigidi cavi possono essere ricavati in altri componenti, strutturali o meno, che svolgono originariamente altre funzioni, un esempio è la Kawasali ZX-R che nel 2008 adotta un telaio munito di risuonatore e presa d'aria.[1]
- A volume variabile, questi polmoni di recupero, sono generalmente dei contenitori a fisarmonica, che possono aver bisogno o meno di una molla per ripristinare il loro volume, il quale cambia a seconda dell'apertura gas e del regime, dove più sarà aperto il comando gas e alto il regime motore e più questo tenderà a chiudersi, il che porta ad aumentare l'arco di risonanza e quindi il suo intervallo di funzionamento.

## Funzionamento
Nei motori a quattro tempi il polmone di recupero viene generalmente interposto tra la scatola dell'aria e l'organo di miscelamento (generalmente un corpo farfallato), in questi casi il polmone di recupero si riempie principalmente quando il comando gas è rilasciato e si svuota quando viene azionato, questo perché la maggior parte dei motori a quattro tempi sono pluricilindrici e hanno un richiamo dell'aria piuttosto omogeneo, mentre nei motori monocilindrici dove il richiamo d'aria non è continuo si ha un riempimento anche quando non si ha il motore nella fase d'aspirazione e si svuota nella fase d'aspirazione.
Nel motore a due tempi a ciclo loop (più in generale con carter pompa) il polmone di recupero viene generalmente interposto tra carburatore e cilindro (come nel caso del sistema Yamaha Energy Induction System o YEIS della Yamaha), dove nei modelli con valvola lamellare (valvola dinamica) riesce a funzionare soprattutto con il comando gas poco azionato rispetto al regime di funzionamento (alti regimi media apertura, bassi regimi apertura minima e in particolar modo se il carburatore è di dimensioni ridotte e/o con un canale di comunicazione ampio), mentre nei motori con valvola meccanica si ha un migliore funzionamento (maggior influenza) a regimi medio alti per i sistemi simmetrici (piston port) e a tutti i regimi per i sistemi asimmetrici (valvola a disco rotante), dove in quest'ultimo caso permette di ridurre il reflusso di miscela fresca ai bassi regimi e aumentare l'afflusso e ridurre il colpo d'ariete agli alti regimi.
In generale richiama miscela fresca quando la valvola d'ingresso nel carter motore è chiusa e la pressione nel condotto d'alimentazione aumenta e tale polmone si riempie, inoltre riduce l'effetto del colpo d'ariete quando questa valvola si chiude, mentre si svuota all'apertura della valvola del carter, quando la pressione diminuisce.

## Effetti
Questo polmone, nel motore a quattro tempi pluricilindrico, permette d'avere un migliore richiamo d'aria durante le fasi d'apertura del comando gas, in particolar modo quando queste siano piuttosto repentine, mentre nei monocilindrici si ha un migliore riempimento del cilindro del tutto paragonabile ai motori a due tempi con carter pompa.
Mentre nel motore a due tempi permette di aumentare leggermente il riempimento del carter alle diverse aperture e condizioni operative migliorando il funzionamento delle diverse valvole utilizzabili, anche della valvola lamellare e far funzionare in modo leggermente più continuo il carburatore, anche se ne riduce leggermente la facilità di carburazione data una depressione nel condotto di Venturi tendenzialmente più bassa, aumentando leggermente le doti del motore (questo elemento è paragonabile al condensatore in elettronica).